# Szabad Szoftver utca
A Szabad Szoftver utca egy utca Berga városában (Berguedà járás, Barcelona tartomány, Katalónia, Spanyolország).
Ez az utca első a világon, melyet a szabadszoftver-mozgalomról neveztek el. 2010. július 3-án avatta fel Richard M. Stallman, a szabadszoftver-mozgalom alapítója.

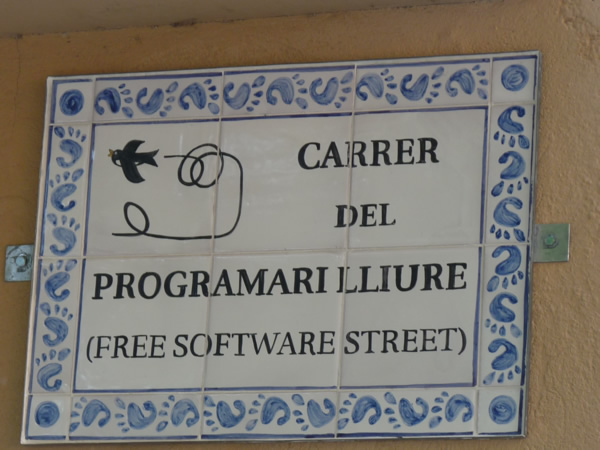
A Szabad Szoftver utca névtáblája

## Története
2009 júniusában Xavier Gassó, Albert Molina és Abel Parera Bergában előkészítették az első szabad szoftverekkel foglalkozó konferenciát, s ekkor indítványozta A. Molina, hogy a városi önkormányzat egy utcát nevezzen el a szabad szoftverekről.